# Conus caribbaeus
Conus caribbaeus är en snäckart som beskrevs av Clench 1942. Conus caribbaeus ingår i släktet Conus och familjen kägelsnäckor. Inga underarter finns listade i Catalogue of Life.